# Persicaria foliosa
Persicaria foliosa là một loài thực vật có hoa trong họ Rau răm. Loài này được (H.Lindb.) Kitag. mô tả khoa học đầu tiên năm 1937.